# 相見とし子
相見 とし子（あいみ としこ、1925年 - 2005年）は日本の小説家。京都府生まれ。日本女子大学国文学部卒業。1957年（昭和32年）上半期の芥川賞、直木賞の女性としては初めての同時候補となる。執筆活動を続けながら、1973年（昭和48年）から平成初め頃まで自宅敷地内で文化人の集う居酒屋「木の目会」を実質経営。2005年に日本バプテスト病院にて没後、遺骨は丹後間人（京丹後市）の墓に埋まる。

## 略歴
京都府竹野郡間人町（現・京丹後市）に生まれる。二人兄妹であったが、兄は第二次世界大戦で戦死した。日本女子大学国文学部卒業。後に同志社大学教授（現・名誉教授）となった相見志郎と結婚し、創作活動に入る。ドイツ文学者・前田敬作が京都大学助教授時代に出していた同人誌『集団55』に発表した初創作の『魔法瓶』で昭和32年上半期の芥川賞、直木賞の同時候補となる。
1973年から20年間ほど、左京区の自宅敷地内で居酒屋『木の目会』を実質経営していた。独立美術協会に所属していた安田謙、中村善種、新制作所属の面屋庄三他、多くの美術家や文化人が参集していた。
写真家であった長男・相見明は1981年にアメリカ・ニューヨークのブルックリン橋でロケーションハンティング中に、橋のワイヤーが切れるという不慮の事故に遭遇。意識不明のままセント・ビンセント病院にて32歳で死去。
2005年に京都市の日本バプテスト病院にて死去。

## 執筆作品
- あるひととしのうた（日本図書刊行会 1987年9月発行）
- わたしからあなたへ（聚槐舎 1990年6月発行）
- 京都盆地（宝塚出版 1999年1月発行）
- 相見とし子作品集（宝塚出版 1995年3月発行）（『魔法瓶』が収められている）
- 絵そらごと（鳥影社 2004年9月発行）

（単行本のみ掲載している）